# Marcel Decremps
Marcel Decremps  (* 1910 in Saint-Martin-Labouval, Département Lot; † 1989 in Nîmes) war ein französischer Journalist und Okzitanist.

## Leben
Decremps war Beamter in der Präfektur des Départements Seine. Als Nachfolger von Jean Bonnafous war er bis 1987 Chefredakteur der Zeitschrift La France latine (Nachfolger: Georges Bonifassi).

## Werke
- Mistral. Mage de l'Occident, Paris 1954, Raphèle-lès-Arles 1986 (Preis « Henri Lange » der Académie française, 1956)
- De Herder et de Nietzsche à Mistral, Toulon 1974
- (mit Sully-André Peyre) Mireille, poème chrétien ?, Berre l'Etang 1990 (Diskussion der beiden Autoren von 1960 über das Werk Mirèio von Frédéric Mistral; Vorwort von René Méjean über Peyre)